# Aedes purpureipes
Aedes purpureipes är en tvåvingeart som beskrevs av Aitken 1941. Aedes purpureipes ingår i släktet Aedes och familjen stickmyggor. Inga underarter finns listade i Catalogue of Life.